# Museu Macedoni d'Art Contemporani
El Museu Macedoni d'Art Contemporani és un dels tres museus d'art contemporani de Tessalònica, Macedònia Central, Grècia.

## Història
El Museu Macedoni d'Art Contemporani de Tessalònica va ser fundat el 1979 per un grup de ciutadans visionaris de Tessalònica. En una conversa entre Maro Lagia i Alexandros Iolas, després que aquest havia mostrat un gran interès pels danys infligits als monuments de Tessalònica pel catastròfic terratrèmol de 1978, Maro Lagia va proposar la creació d'un centre d'art contemporani a Tessalònica. La resposta de Iola va ser immediata - «Oh sí, hi ha hospitals i orfenats, un centre d'art contemporani, això és exactament el que necessita Tessalònica.» Alexandros Iolas va donar 47 obres de la seva col·lecció com un nucli al voltant del qual es va construir el Museu Macedoni d'Art Contemporani d'aquesta ciutat.
El Consell d'Administració del MMAC va decidir honrar-ho donant el seu nom a la nova ala de tres plantes del Museu i dedicar-li el catàleg de la col·lecció permanent, que ara compta amb més d'un miler d'obres entre pintures, escultures, instal·lacions, gravats, fotografies, amb l'esperança que el museu continuarà sent independent, poc convencional i de ment oberta, que es regeix pels mateixos principis que caracteritzen el mateix Iolas.
El gest d'Alexandros Iolas, primer gran benefactor del Museu, va trobar els seus seguidors. Col·leccionistes ben coneguts, incloent Magda Kotzia, Franz Geiger, Alexandros i Dorothea Xydis, Giorgos Apergis i Dimitris Meïmaroglou, i amb ells una gran quantitat d'artistes, continuen oferint col·leccions i treballs individuals, i la col·lecció del museu segueix en constant expansió. Les qualitats formals i conceptuals del seu treball aconsegueixen establir una relació dialèctica amb els joves estudiants a través de programes educatius del museu. Per tant, el missatge artístic és transportat als joves promovent el seu coneixement cultural.

## La col·lecció permanent
Ara com ara la col·lecció permanent del MMAC comprèn 2.000 obres d'artistes grecs i estrangers, que està sent constantment augmentada per donacions de col·leccionistes, artistes, galeristes i particulars.
A més a més de l'exposició permanent, el MMAC ha organitzat més de 100 exposicions d'obres d'artistes grecs i estrangers: retrospectives de l'obra de Giannis Tsarukhis, Fótios Kóndoglu, Nikos Hatzikiriakos-Guikas, Alekos Fasianós, Anguélika Korovesi, Spirópulos, Pavlos, Dennis Oppenheim i Andy Warhol s'han celebrat per primera vegada a Grècia, i d'altres exposicions s'han dedicat a les obres de Fluxus, Robert i Sonia Delaunay, Robert Matta, Viallat, Joseph Beuys, Uecker, David Hockney, Max Ernst, Ernst Barlach, Max Beckmann, Varotsos, Takis, Papadimitriü, Stephen Antonakos i molts altres artistes. El MMAC ha publicat més de cinquanta catàlegs bilingües per acompanyar exposicions individuals i col·lectives.

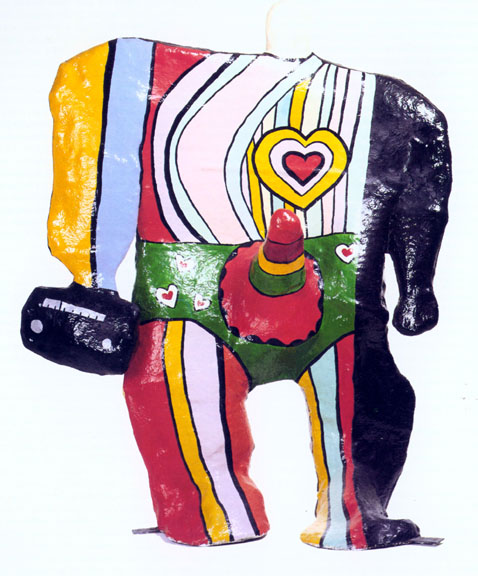
Niki de Saint Phalle, Adam
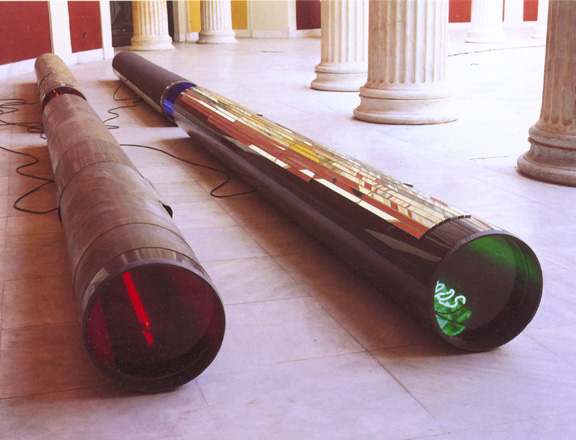
Bouteas, 4 dimensions
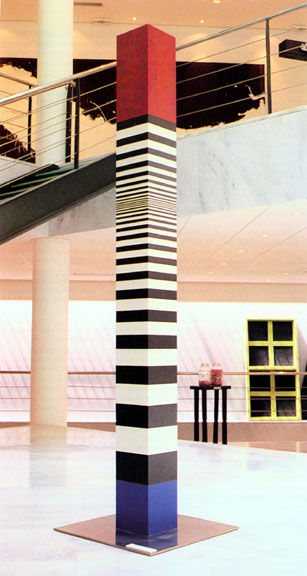
Zouni, Red column
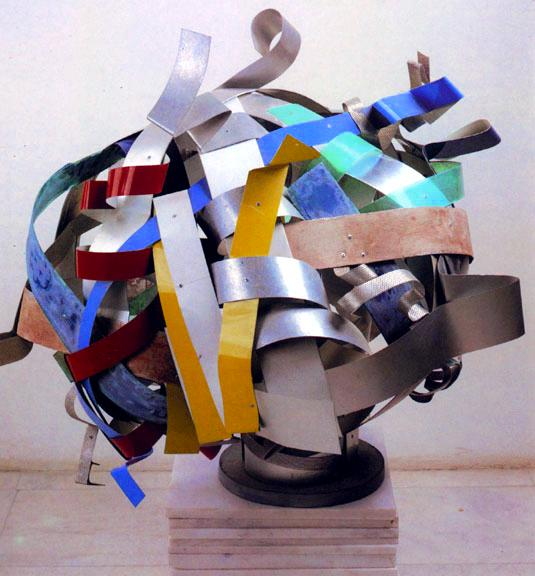
Dennis Oppenheim, Explosions